# NGC 122
NGC 122 es un objeto inexistente o desaparecido, qué fue observado por Wilhelm Tempel, el 27 de septiembre de 1880 en la constelación de Cetus.
Puede ser posible que NGC 122 sea una estrella de magnitud aparente 15,4, fue observada por Guillaume Bigourdan el 16 de noviembre de 1890, tiene una ascensión recta de 00h 27m 40s y  una  declinación de -1° 38' 00", es de época J2000.
La naturaleza de NGC 123, otro objeto desconocido, es igualmente incierta.